# گراژینا بارشچفسکا
گراژینا بارشچفسکا (لهستانی: Grażyna Barszczewska؛ زادهٔ ۱ مه ۱۹۴۷) بازیگر اهل لهستان است.
از فیلم‌ها یا مجموعه‌های تلویزیونی که وی در آن‌ها نقش داشته‌است، می‌توان به شش نفر، مرا ترک مکن، لندنی‌ها، خانه کشیش، گشت شبانه، صفر-هفت، به‌گوشم، پرستار کودک، در خوشی و سختی، قسمت سوم شب، یعقوب کذاب و پان تادئوش اشاره نمود.